# Spata
Spata este un oraș în Grecia în periferia Attica de Est.